# 苏格拉底·维勒加斯
苏格拉底·布埃纳文图拉·维勒加斯（英語：Sócrates Buenaventura Villegas，1960年9月28日—），是菲律宾天主教主教团主席，邦阿西楠省天主教仁牙因暨达古潘总教区大主教。